# Coln
La Coln est une rivière du Gloucestershire, en Angleterre et un affluent gauche du fleuve la Tamise.

## Géographie
De 45 km de longueur, elle prend sa source au sud-est de Cheltenham à 200 m d'altitude, traverse les Cotswolds via Bibury, Coln St. Aldwyns et Fairford. Elle se jette dans la Tamise à Lechlade à l'altitude de 75 m.

### Bassin versant
Son bassin versant est de 142 km2 de superficie.

## Hydrologie
Son module est de 2,06 m3/s à Fairford.
Son régime hydrologique est dit pluvial océanique.

## Aménagements et écologie
La rivière est l'hôte de nombreuses espèces de poissons d'eau douce, y compris la truite et l'ombre commun.